# Tenkohlavec prasečí
Tenkohlavec prasečí (Trichuris suis) je kosmopolitně rozšířená hlístice parazitující v tlustém a slepém střevě prasatovitých. Druh je odděleného pohlaví s přímým vývojem bez mezihostitele. Přední (anteriorní) část dospělého jedince T. suis je tenká, nitkovitá, zatímco zadní (posteriorní) je silnější. Klinicky se projevuje od asymptomatického průběhu až po hemoragickou kolitidu prasat při masivní infekci. Tenkohlavec je jedním z hlavních adeptů na helmintickou terapii u lidí.

## Morfologie
Dospělí jedinci měří 3–5 cm a jsou bílé barvy. Přední konec je tenký, nitkovitý s kapilárním jícnem, zadní část těla je silnější. Tvarem těla připomínají bič (odtud anglické označení whipworm). Samci mají na kaudálním konci jednu spikulu chráněnou vysunovatelnou pochvou s trny. Vulva u samic ústí na přechodu tenké a silné části těla. Vajíčka T. suis jsou tenkostěnná, hnědé nebo žluto-hnědé barvy, typického citrónovitého tvaru s dvěma prominujícími pólovými zátkami. Velikost vajíček je 60 × 25 µm.

## Vývojový cyklus
T. suis se vyskytuje primárně u prasat domácích (případně i divokých), sekundárně se může nakazit i člověk. Vývojový cyklus je přímý, bez mezihostitele. Dospělí jedinci jsou uchyceni nejčastěji v tlustém, případně ve slepém střevě, kde produkují vajíčka. Vajíčka, jež odcházejí z hostitele trusem, obsahují pouze jednu zárodečnou buňku a nejsou ihned infekční. Ve vnějším prostředí (louka, travnatá plocha, podestýlka v chovu) se během 3 týdnů až 2 měsíců uvnitř vajíčka vyvine larva L1. V tuto dobu se vajíčka stávají infekční. Hostitel se nakazí pozřením vyvinutých vajíček. V žaludku a tenkém střevě hostitele dojde pomocí trávicích enzymů k narušení pólových zátek vajíček a následně k líhnutí larev. Uvolněné larvy se ihned zavrtají do sliznice, kde rostou, několikrát se svlékají (L2, L3, L4) a migrují distálním směrem do tlustého střeva. Poslední larvální stádium (L5) poté putuje zpět do lumen tlusté střeva, kde dospívá. Samice po kopulaci se samci produkují vajíčka. Dospělí červi se živí krví.

## Použití v léčbě autoimunitních nemocí člověka

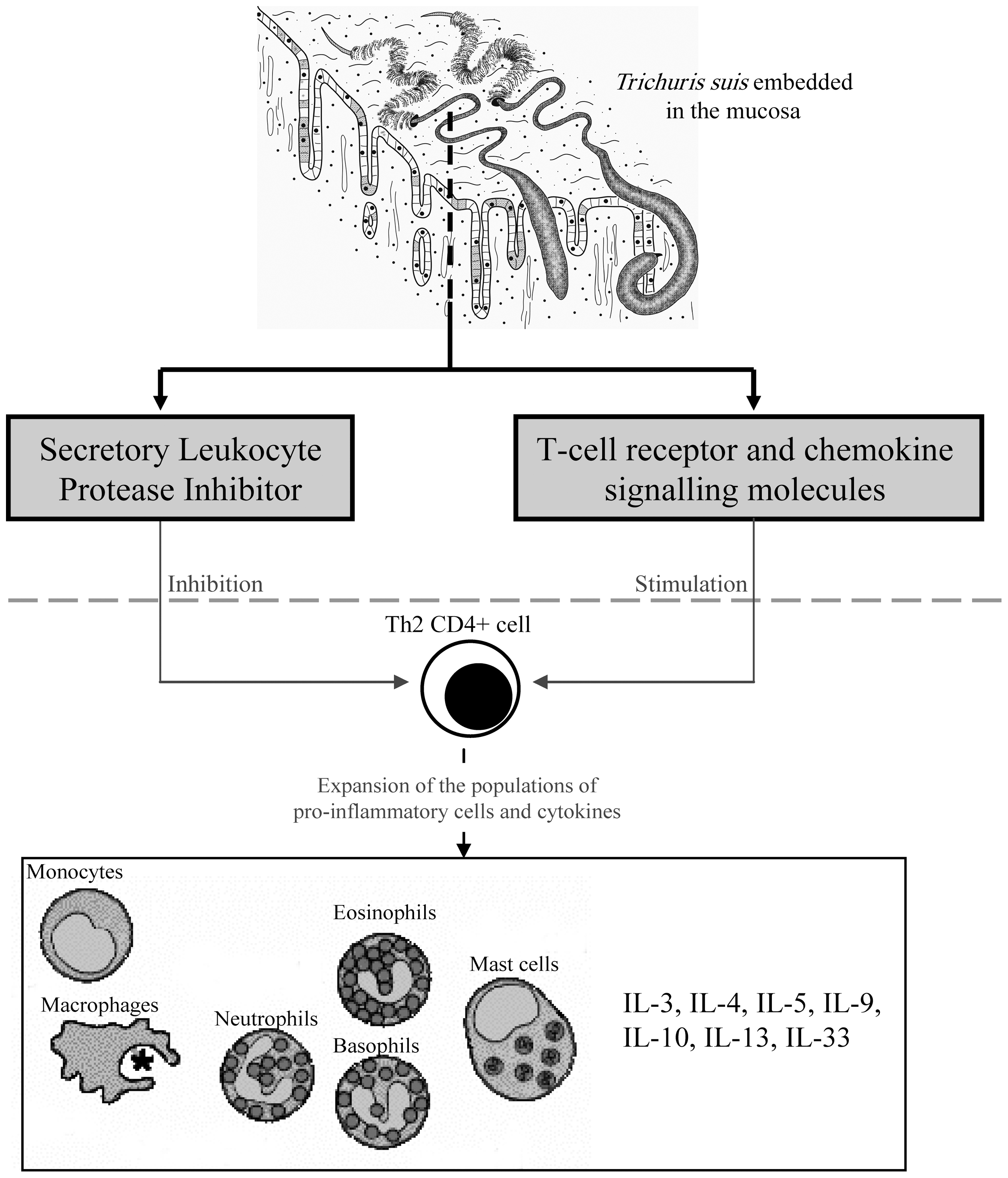
Schéma imunomodulačního mechanismu při infekci tenkohlavcem prasečím.

Výzkumy posledních let dokázaly, že helminté jsou schopni modulovat imunitní odpověď v hostitelském organismu. Rovněž byla zjištěna negativní korelace mezi výskytem autoimunitních nemocí a přítomností helmintů u lidí ve světě. Zjednodušeně řečeno, v zemích s nízkým hygienickým standardem je vyšší prevalence helmintů (Ascaris lumbricoides, Ancylostoma duodenale, Trichuris trichiura, Schistosoma spp., atd.) ale na druhou stranu nižší výskyt autoimunitních nemocí. To vše vedlo k objevu tzv. helmintické terapie - tedy využití řízené infekce lidí pomocí některých helmintů, či jejich proteinů, k modulaci imunitní odpovědi u pacientů. A právě T. suis je považován za jednoho z ideálních adeptů pro tuto formu terapie. Člověk je k infekci tenkohlavcem prasečím vnímavý, ale parazit nedospívá, nemigruje tkáněmi, infekce se neprojevuje žádnými klinickými příznaky. Vajíčka parazita se dají snadno a dlouhodobě skladovat a nedochází k přenosu z člověka na člověka. Tyto vlastnosti vedly vědce k výběru T. suis pro první klinické studie. Významných klinických úspěchů s T. suis bylo dosaženo v léčbě Crohnovy nemoci a ulcerózní kolitidy, tedy střevních autoimuntiních chorob. V prvotní studii byli sledováni 4 pacienti s Crohnovou chorobou a 3 pacienti s ulcerózní kolitidou, kterým byla aplikována jednorázová dávka 2500 vajíček T. suis. U všech došlo k výraznému zlepšení stavu nemoci bez žádných vedlejších příznaků. V další studii byla 29 pacientům s Crohnovou chorobou podávána vajíčka T. suis opakovaně a po 12 týdnech došlo k remisi u 66% pacientů. Obdobně ve studii zaměřené na ulcerativní kolitidu byla skupině pacientů podávána co dva týdny vajíčka T. suis (v dávce 2500) nebo placebo s opět pozitivním výsledkem. V současné době probíhají jak v Evropě tak v USA již další fáze klinických testování na bázi randomizované, placebem kontrolované, dvojitě slepé studie s T. suis a oběma zmíněnými nemocemi. Autoimunitních nemocí, kde by se dal využít terapeutický potenciál T. suis, je však více. Například experimentální léčba laboratorních myší s diabetes mellitus (typu 1) slibuje možnost použití T. suis i v boji s vrozenou cukrovkou. Další testy s helmintickou terapií se zaměřují na roztroušenou sklerózu.